# Arroyo del Ojanco
Arroyo del Ojanco település Spanyolországban, Jaén tartományban. Arroyo del Ojanco Segura de la Sierra, Puente de Génave, Beas de Segura és Chiclana de Segura községekkel határos. Lakosainak száma 2143 fő (2024).

## Népesség
A település népessége az elmúlt években az alábbi módon változott:
| Lakosok száma | 2348 | 2533 | 2490 | 2509 | 2525 | 2373 | 2353 | 2288 | 2227 | 2143 |
|               | 2002 | 2005 | 2008 | 2010 | 2012 | 2015 | 2017 | 2019 | 2022 | 2024 |